# NGC 6792
NGC 6792 ist eine Balken-Spiralgalaxie vom Hubble-Typ SBb im Sternbild Leier, welche 217 Millionen Lichtjahre von der Milchstraße entfernt ist.
NGC 6792 wurde im Jahre 1886 vom Astronomen Gerhard Lohse entdeckt.